# Romans durs

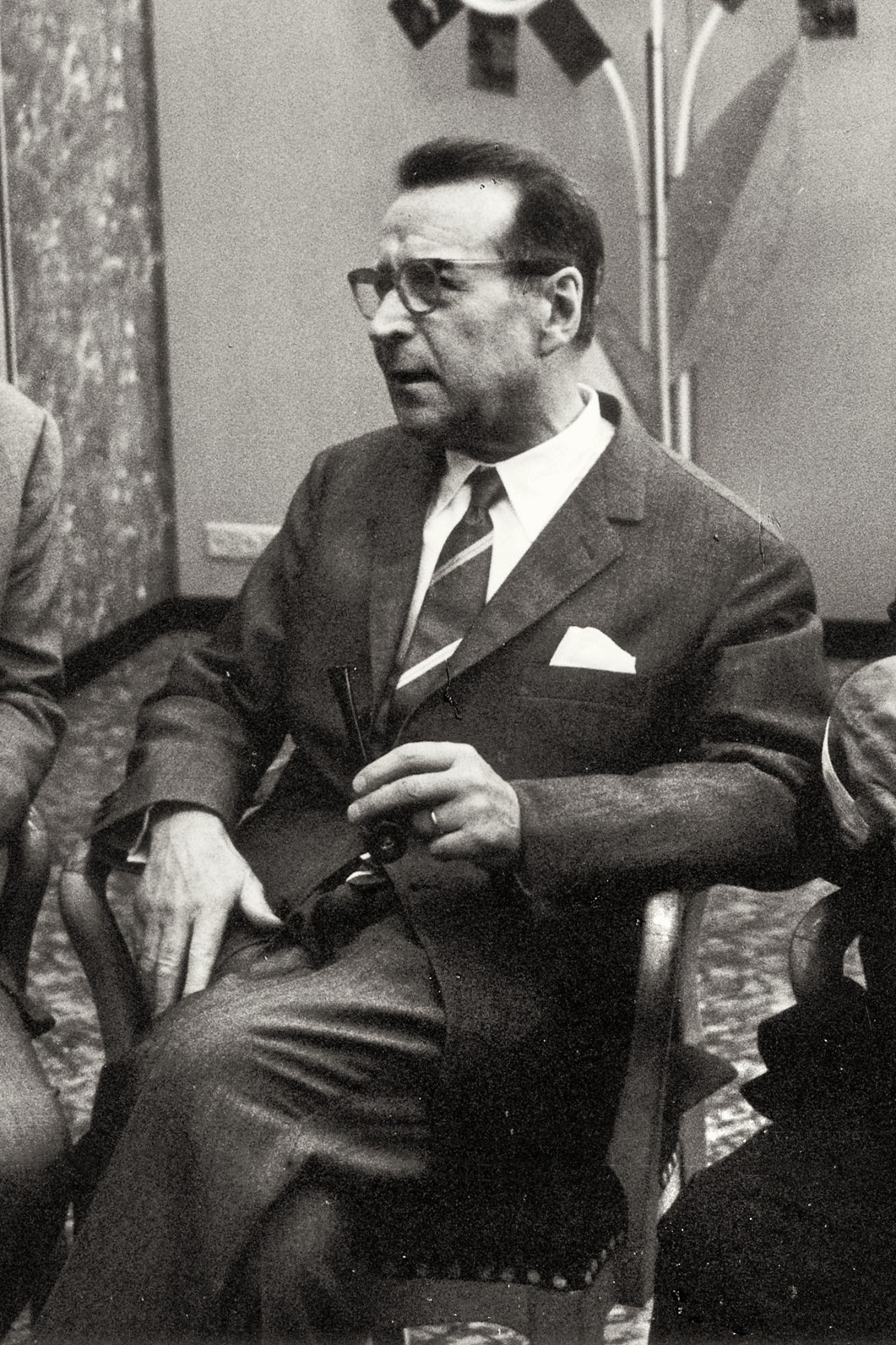
Georges Simenon (avant 1971)

Le terme « romans durs » est la qualification que l'écrivain belge Georges Simenon, notamment connu pour avoir créé le personnage du commissaire Maigret, a utilisée pour dénommer ses propres romans dans lesquels le personnage de ce policier n'apparaît pas.

## Présentation
Les « romans durs » (« hard novels » en anglais) concernent en tout 117 ouvrages, parus entre 1931 et 1972, année durant laquelle Georges Simenon mit fin à sa carrière d'écrivain. Ces récits se déroulent dans de nombreuses régions ou pays du monde tels que la France, les États-Unis, l'Italie, l'Afrique, etc..

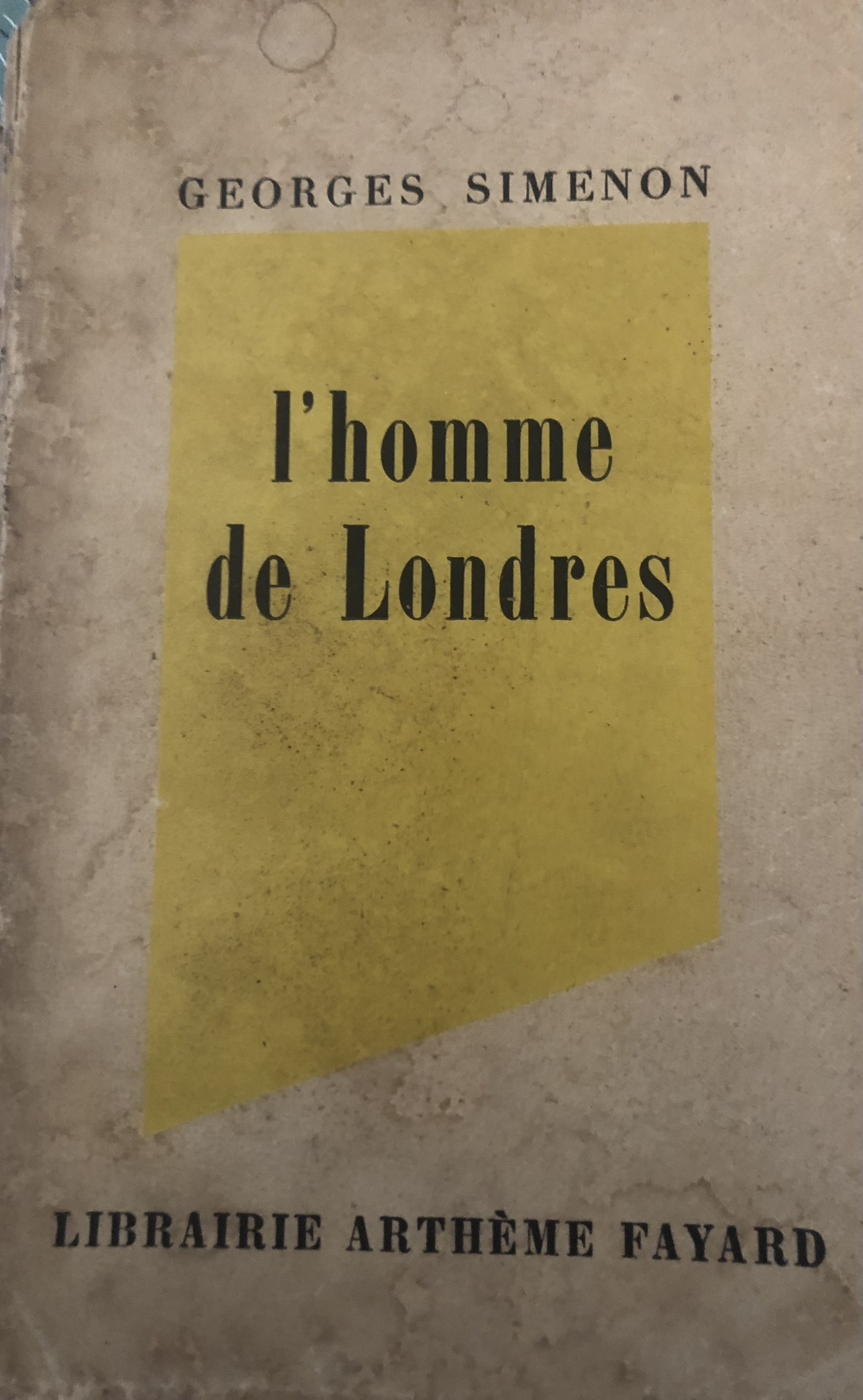
L'Homme de Londres (couverture originale), publié en 1934 est un des 117 romans durs de Simenon

Simenon les qualifiait également de « romans-romans », ou encore de « romans de l’Homme ». Selon Michel Carly, scénariste belge et biographe de Georges Simenon, certains spécialistes de l'auteur utilisent également l’étiquette de « romans de la destinée ». Au-delà d'une intrigue policière (sans crime et sans policier) Georges Simenon présente un univers romanesque noir mais assez différent du roman noir des écrivains américains, plus marqués par la violence sociale, mais un roman noir lié à la détresse psychique du héros qui mène une lutte sombre contre lui-même ce que rapportera d'ailleurs l'auteur lors d'une interview parue dans La Gazette des Lettres en avril 1952.
Souvent présenté comme un « label », le terme de « romans durs », apposé sur certains livres de Georges Simenon, indique, en fait, des récits où le personnage du célèbre commissaire Maigret n'apparaît pas. Georges Simenon élargit ainsi son champ dramatique et littéraire pour se lancer dans une forme de drame qu'il juge « au plus profond », lui permettant ainsi de s'affranchir des codes d'une enquête policière jugés trop contraignants. Il confirme à  l'animateur et journaliste français Bernard Pivot, au cours une interview enregistrée en 1981 que ce sont des romans « où il n’y a pas de rampe » : la « rampe », terme qu'il utilise pour qualifier la structure rigoureuse du roman policier classique, que l'auteur considère plus facile à mener en raison du statut d'un enquêteur de police qui peut « questionner n’importe qui, entrer dans n’importe quelle maison ».
En outre, l'auteur qui fut journaliste et reporter, avant d'écrire cet ensemble romanesque, avait déclaré lors d'une interview avoir « fait le tour du monde une quinzaine de fois, que l’homme est le même partout ». Il voulait donc présenter l’homme « sans habit, sans cravate », au travers de la composition d’une vaste « tragédie humaine ». L'écrivain français Marcel Aymé qualifiera le style de ces romans en ces termes « Simenon, c’est Balzac sans les longueurs ».
Le roman Le Relais d'Alsace qui parait en octobre 1931 chez l'éditeur Fayard est généralement présenté comme le premier des romans durs de Georges Simenon.

## Éditions
En 2023, à l’occasion du 120e anniversaire de la naissance de Georges Simenon, le 13 février 1903, la maison d'édition Omnibus publie tous les romans durs dans une nouvelle édition en douze volumes, dirigée par Jacques Santamaria, scénariste et réalisateur de neuf adaptations de romans durs. Chaque volume comprend des commentaires faits par des scénaristes et des réalisateurs ayant adapté ses « romans durs » au cinéma, le premier étant ouvert par un entretien avec le cinéaste français Patrice Leconte, lequel précise durant une interview que « ces romans durs ne sont pas des romans durs à lire ! Je dirai plutôt que ce sont des romans sombres... » et compare cette série d'ouvrages à La Comédie humaine d'Honoré de Balzac.